# You Are Not Alone
"You Are Not Alone" er en hit-single fra 1995 af Michael Jackson fra hans HIStory-album. Nummeret var nummer 1 på adskillige hitlister, bl.a. på den amerikanske, og den er Jacksons foreløbig sidste nummer 1-hit i USA. Nummeret er komponeret af R. Kelly, der måske er bedre kendt for nummeret "I Believe I Can Fly".  

## Musikvideo
Musikvideoen til "You Are Not Alone" blev mødt af en del kontrovers, idet den viste en meget letpåklædt Michael Jackson og Lisa Marie Presley, der på daværende tidspunkt var Jacksons hustru.   
| Musik | Spire Denne musikartikel er en spire som bør udbygges. Du er velkommen til at hjælpe Wikipedia ved at udvide den. |